# Битва при Садове
Битва при Са́дове (чеш. Sadová, нем. Sadowa) или Сражение при Кёниггреце (нем. Schlacht bei Königgrätz) произошла 3 июля 1866 года при деревне Садова вблизи современного Градец-Кралове в Чехии и была самым крупным сражением австро-прусской войны 1866 года, кардинально повлиявшим на её результаты.

## Стратегическая ситуация

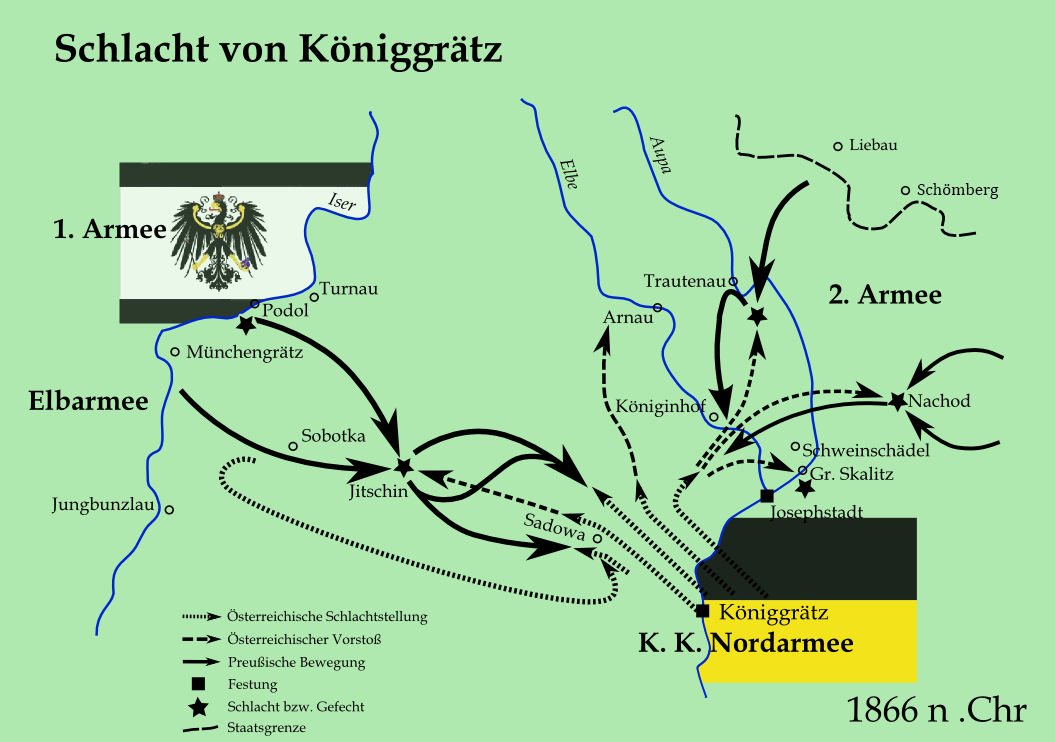
Движение армий к месту сражения

Нерешительность Бенедека, главнокомандующего австрийской армией, привела к тому, что он не смог использовать свое численное превосходство для уничтожения прусских армий по отдельности. Первоначально австрийцы были оттеснены повсюду, кроме Траутенау, где они разгромили пруссаков, несмотря на большие потери собственных сил. К 29 июня принц Фридрих Карл достиг Йитчина и нанес тяжелое поражение 1-му австрийскому корпусу генерала Клам-Галласа, несмотря на упорное сопротивление.
30 июня Первая армия Фридриха Карла продвинулась на расстояние одного дня пути от Второй армии. Однако в течение следующих двух дней прусская кавалерия полностью потеряла австрийцев из виду, хотя догадка Мольтке об их действиях — отступлении к реке Эльбе — оказалась верной.
Встревоженный своими потерями, Бенедек приказал отступить и срочно потребовал, чтобы император Франц Иосиф заключил мир как единственный способ спасти армию от «катастрофы». Когда в этом было отказано, а двусмысленное последнее предложение императорской телеграммы было истолковано как приказ к окончательному сражению, Бенедек вытянул свои войска (215 тыс. человек при 770 орудиях) к Эльбе между Садовой и Кениггрецем.
Пруссаки (Эльбская и Силезская армии; 221 тыс. человек, 900 орудий) наконец заметили австрийцев накануне, 2 июля, возле Садовой, и Фридрих Карл планировал атаковать на следующее утро.
Л. Бенедек не организовал разведки местности и не смог наладить взаимодействие своих корпусов. Уже к началу сражения австрийская армия занимала крайне невыгодную позицию между реками Быстрица и Эльба. Сжатая между двумя этими реками, она оказывалась в ночь на 3 июля перед полукольцом трёх прусских армий: Эльбской — на западе (нависала над левым австрийским флангом), 1-й армией — на северо-западе (перед центром своих сил) и 2-й (Силезской) армией — чуть в удалении на севере (нависала над правым флангом австрийцев у реки Эльбы). Если бы у пруссаков было в запасе несколько часов, то дальнейшими фланговыми охватами Эльбской и 2-й армий они попросту окружили бы австрийцев. Однако противники оказались уже слишком близко друг к другу. Пруссаки, которые не ожидали встретить прямо перед собой всю 200-тысячную армию Бенедека, теперь могли опасаться немедленного таранного удара всех австрийских сил. В итоге прусский штаб решил действовать на опережение: связать армию Бенедека атакой по фронту, пока Эльбская армия с юга, а 2-я армия с севера не зайдут в тыл австрийцам.
Мольтке приказал наследному принцу Фридриху Вильгельму объединить силы с двумя другими армиями в том месте, где были собраны австрийцы, но телеграфные линии к позициям Второй армии были отключены, что потребовало отправки в полночь двух конных офицеров, чтобы проехать двадцать миль.. Они прибыли в 4 часа утра. Начальник штаба наследного принца Леонард фон Блюменталь, опытный логист, немедленно реорганизовал план маршрута 2-й армии.

## Ход сражения

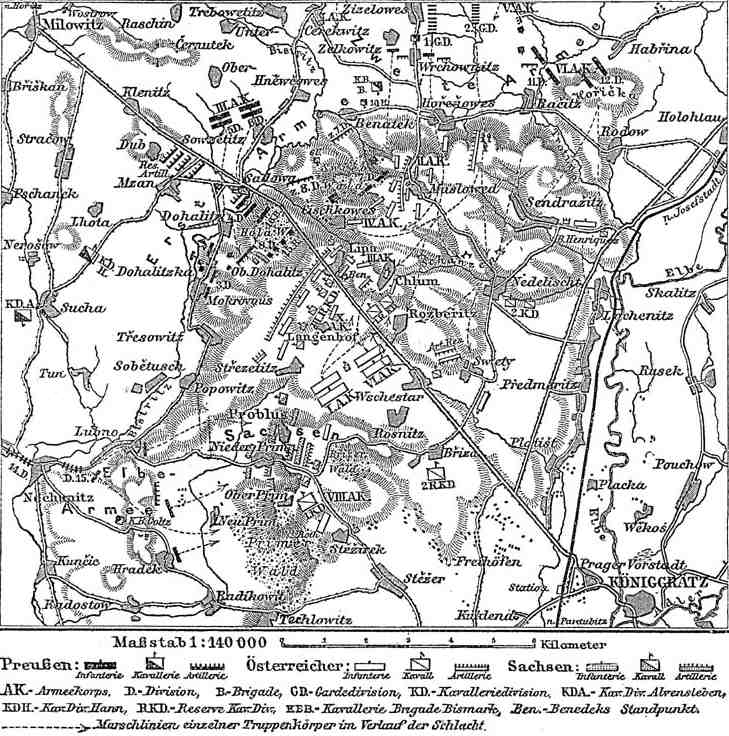
Карта сражения

Сражение началось утром 3 июля столкновением на левом фланге австрийцев у села Проблус. Авангард Эльбской армии столкнулся с силами саксонского корпуса (он составлял левый австрийский фланг), поддержанного несколькими австрийскими бригадами. В перестрелке пехоты превосходство было на стороне пруссаков: их игольчатые винтовки были значительно более скорострельными, чем дульнозарядные штуцеры австрийцев. Через какое-то время в борьбу под деревней Проблус оказалась втянута вся прусская дивизия Канштейна, и все же неравенство сил заставило Канштейна отказаться от попыток захватить Проблус до подхода дивизии Мюнстера. Однако и двух прусских дивизий оказалось недостаточно, чтобы охватить и смять левый фланг австрийцев. В первые часы сражения им удалось лишь несколько потеснить австрийцев на восток.

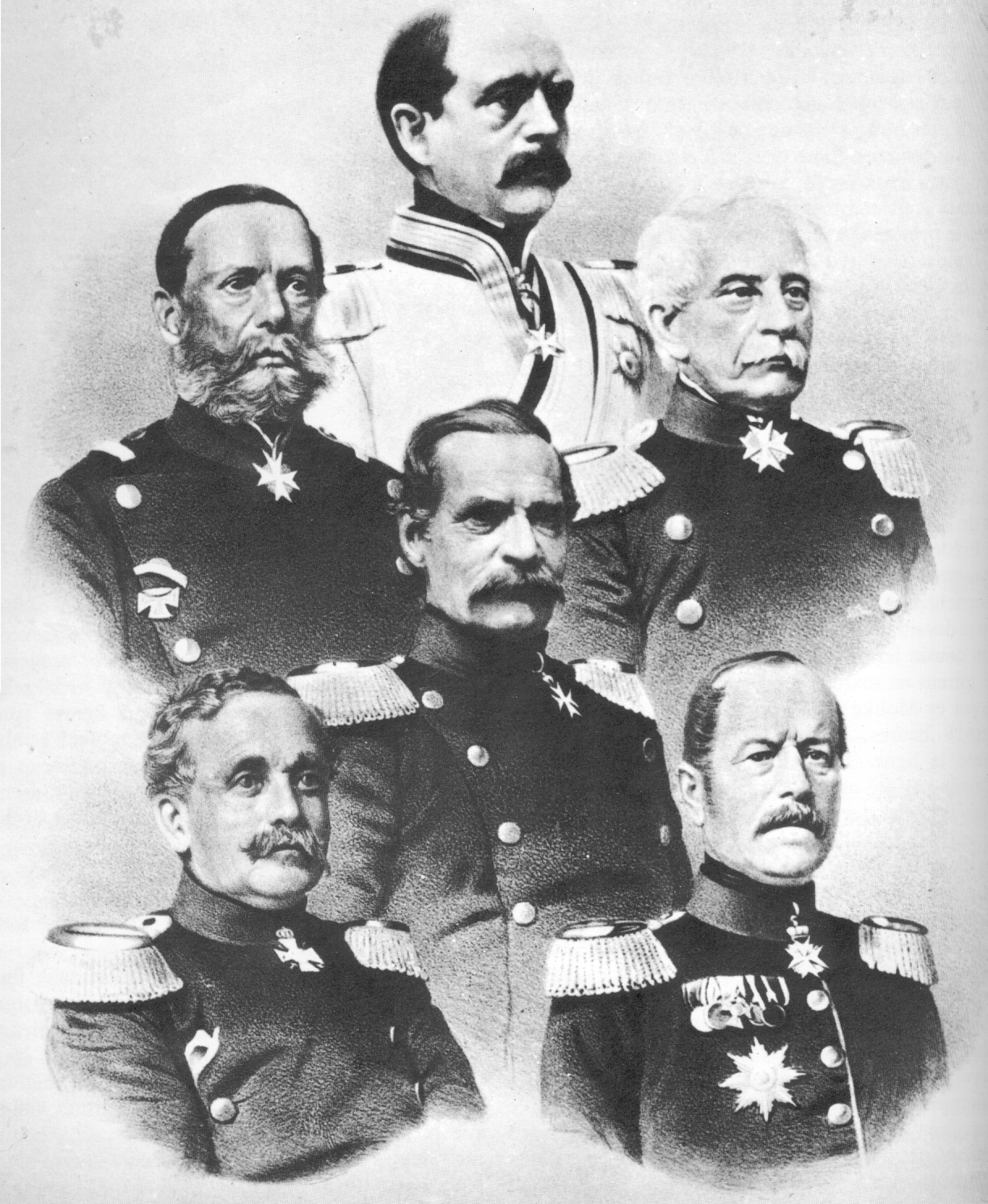
Прусские командующие
Сверху вниз и слева направо:
- Отто фон Бисмарк
- генерал Эдуард Фогель фон Фалькенштейн
- генерал Карл фон Штайнметц
- Альбрехт фон Роон
- генерал фон Флисс
- генерал Херварт фон Биттенфельд.

Тем временем в центре пришла в движение 1-я прусская армия. Утром сначала четыре прусских дивизии, а затем уже шесть дивизий развернули атаку на позиции австрийцев у реки Быстрица. Передовая линия австрийцев была отброшена. Пруссаки заняли деревню Садову, стали переходить на другую сторону реки Быстрицы. Там, в лесном массиве, прусские батальоны постепенно сосредотачивались для решающего наступления на основные позиции австрийцев (на высотах у с. Липа). Однако эффективный огонь выставленных Бенедеком на высотах 160 австрийских орудий задержал прусское наступление и нанёс пруссакам ощутимые потери. Недостаток орудий с нарезными стволами не позволял пруссакам одолеть противника в артиллерийской дуэли.
К полудню шесть прусских дивизий стояли перед фронтом австрийских сил (10-го, 3-го, 4-го и 2-го корпусов), ещё три дивизии (Эльбская армия) тяжкой гирей повисли на австрийском левом фланге (против Саксонского корпуса и остатков 8-го австрийского корпуса). Между 11-ю и 12-ю часами австрийцы предприняли попытку переломить ход сражения: перейти в контрнаступление своим правым крылом и сбросить прусские дивизии в речку Быстрицу. 4-й и 2-й австрийские корпуса перешли в такую атаку и опрокинули 7-ю прусскую дивизию генерала Франзецкого, которому пришлось буквально вырывать свои части из охватывающей петли австрийского наступления. Однако на большее у австрийцев уже не оставалось времени: 2-я прусская армия четырьмя своими корпусами уже нависла над правым флангом и тылом австрийской армии. Вступление 2-й Силезской армии в сражение стало поворотным моментом дня. К 2-м часам дня, когда в прусском штабе получили известия о подходе 2-й армии, прусское командование всерьёз размышляло о том, чтобы начать отводить свои войска с восточного берега Быстрицы. Теперь же стало ясно, что австрийцы попадают в клещи и сражение для пруссаков выиграно.
Генерал Бенедек вынужден был прервать наступление, оттянуть и загнуть свой правый фланг. Тем временем Эльбская армия частью сил обошла левый фланг австрийцев и наконец взяла с. Проблус, а 1-я и 2-я армии продолжали давить на центр, правый фланг и тыл. Под угрозой окружения генерал Бенедек начал отвод своих войск под прикрытием 170 пушек, расположенных в 4 км северо-западнее Кёниггреца (ныне Градец-Кралове). Расстроенная австрийская армия не выдержала прусских атак и отступила. Спасли Северную армию генерала Бенедека от полного уничтожения также удачные действия австрийской кавалерии, прикрывавшей отступление основной массы войск.
Австрийская армия, вместе с союзными саксонскими войсками, потеряла 116 (по другим данным 187) орудий, а также около 15 тыс. убитыми и ранеными и 22 тыс. пленными и дезертирами — почти в 5 раз больше, чем пруссаки, потери которых не превышали 9 тыс. человек. Слабостью многонациональной австрийской армии было то, что многие народы не хотели воевать за Габсбургов. Сотни и даже тысячи итальянцев и румын дезертировали прямо на поле боя.

## Итоги
Битва при Садове стала генеральным сражением австро-прусской войны 1866 года. После сражения генерал Л. Бенедек отвёл остатки своей армии к Ольмюцу, прикрыв тем самым путь на Венгрию, но оставив Вену без должной защиты. Хотя, возможно, у Австрийской империи ещё был военный потенциал к сопротивлению, всё же меньше чем через месяц после сражения был подписан мирный договор, завершивший эту войну.
Битва при Садове сыграла значительную роль в развитии военного искусства. Она доказала неоспоримое превосходство казнозарядных винтовок перед дульнозарядными штуцерами, показала возможности эффективного использования манёвров и охватов большими массами войск даже в непосредственной близости от противника. Этот опыт был концептуализирован прусской школой военного искусства, в первую очередь А. Шлиффеном, и потом с успехом использовался в войнах XX века.

## В массовой культуре
В июле 1866 года после победы при Садове профессор географии из Лейпцига Оскар Пешель написал в редактируемой им газете «Заграница»: «Народное образование играет решающую роль в войне. Когда пруссаки побили австрийцев, это была победа прусского учителя над австрийским школьным учителем».
Фраза Першеля быстро сделалась «крылатой» и после франко-прусской войны 1870—1871 годов в России в искажённом виде («войну выиграл прусский учитель») долгое время ошибочно приписывалась канцлеру Бисмарку.

Битва при Садове в изобразительном искусстве
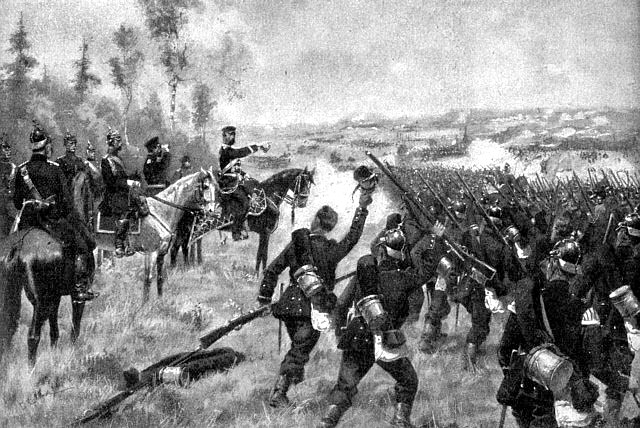
Битва при Садовой: кронпринц Фридрих Карл успешно командует прусскими полками.
О. Бисмарк (справа) и Х. Мольтке Старший (слева) при Кёниггреце 3 июля 1866 г.
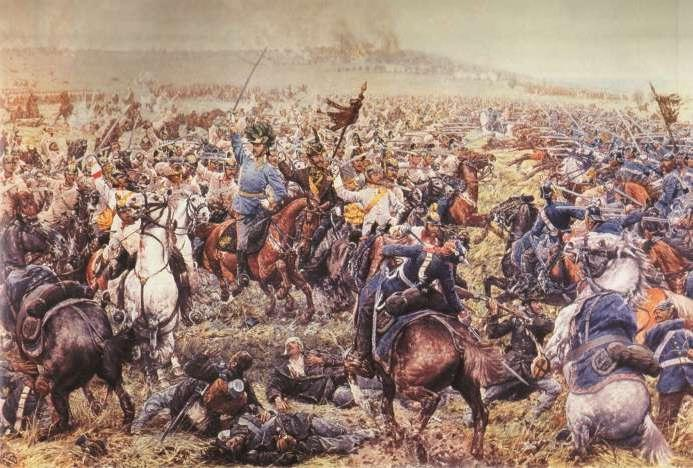
Атака лёгкой кавалерии при Садовой, Вацлав Сохор.
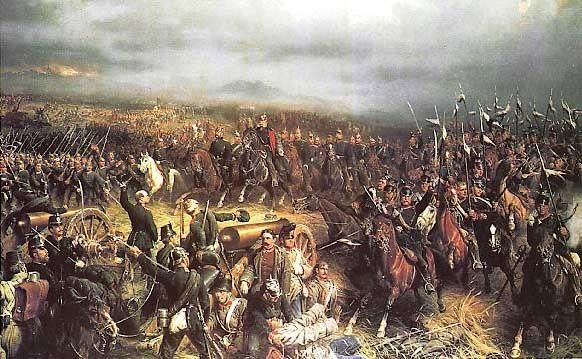
Битва при Кёниггреце, Христиан Зелль-старший.
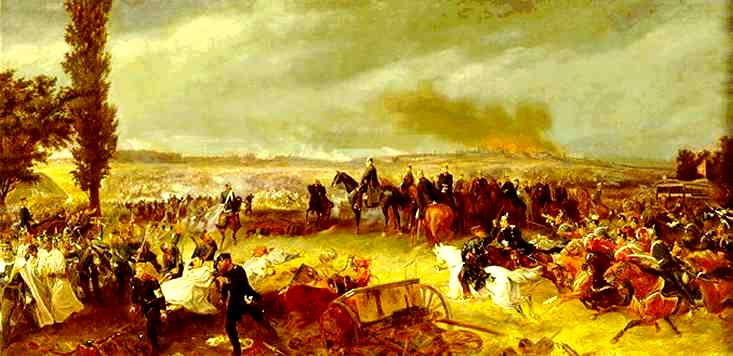
Георг Блайбтрой. Битва при Кёниггреце (1866).
7-я батарея VIII регимента австрийской полевой артиллерии («Батарея мёртвых»). Вацлав Сохор.